# Microregiunea Mezőkovácsháza
Microregiunea Mezőkovácsháza (în maghiară Mezőkovácsházai kistérség) a fost o microregiune statistică (kistérség) din județul Békés, Ungaria.
Cu o populație de 38.276 locuitori și o suprafață de 881,49 km2, aceasta a existat până în 2014, când în Ungaria, microregiunile ”kistérségek” au fost înlocuite de districte (járások).